# Raoul Rodriguez
Raoul Pablo Rodriguez (født 1. februar 1963 i Ann Arbor, Michigan, USA) er en amerikansk tidligere roer.
Rodriguez var en del af den amerikanske firer uden styrmand, der vandt sølv ved OL 1988 i Seoul. Bådens øvrige besætning var Thomas Bohrer, Richard Kennelly og David Krmpotich. Den amerikanske båd sikrede sølvmedaljen efter en finale, hvor Østtyskland vandt guld, mens Vesttyskland fik bronze. Det var det eneste OL, Rodriguez deltog i.
Rodriguez vandt desuden en VM-sølvmedalje i firer uden styrmand i 1989.

## OL-medaljer
- 1988:  Sølv i firer uden styrmand